# Numéro Zénith
Un numéro Zénith (aussi appelé numéro Entreprise ou numéro WX) était un service de téléphonie qui permettait à une partie appelante d'appeler gratuitement le propriétaire du numéro en appelant un téléphoniste et en mentionnant le numéro Zénith, le numéro Entreprise ou le numéro WX. Ce service, introduit dans les années 1930, a précédé le service de numéros de téléphone sans frais avec l'indicatif régional 800 aux États-Unis et au Canada.
Un numéro Zénith était mentionné dans les annuaires téléphoniques des communautés à partir desquelles une entreprise acceptait gratuitement des appels. À cette époque, les numéros de composition directe étaient couramment publiés au moyen des noms des centraux téléphoniques suivis de chiffres, comme dans le numéro de téléphone PEnnsylvania 6-5000. La lettre Z (comme dans Zénith) apparaissait sur de nombreux cadrans téléphoniques du début des années 30 au début des années 50 au même endroit que l'étiquette Opérateur, rappelant que l'appelant devait appeler l'opérateur pour passer un appel vers un numéro Zénith. L'opérateur recherchait alors la ville et le numéro de téléphone correspondant au numéro Zénith, généralement dans un livre papier conservé au standard téléphonique, et complétait l'appel comme s'il s'agissait d'un appel PCV (au Québec, appel à frais virés).
Pour les organisations recevant peu d'appels de certaines zones, un numéro Zénith était moins coûteux qu'un  service hors circonscription (service FX). Par exemple, si une compagnie d'autobus devait fournir un numéro de téléphone gratuit aux appelants d'une région éloignée, un numéro Zénith coûtait seulement 6 dollars par mois, plus environ 1.50 dollar par appel, alors qu'un numéro hors circonscription coûtait 50 dollars par mois. Jusqu'à ce que le numéro Zénith reçoive régulièrement plus de 35 appels par mois, le service Zénith était moins coûteux que le service hors circonscription.
Aux États-Unis et au Canada, l’utilisation des numéros de téléphone Zénith a diminué après l’introduction en 1967 du service de numéros de téléphone sans frais à composition directe 1-800 InWATS (l'exigence voulant que les numéros 1 800 arrivent sur des lignes à tarif fixe spéciales a pris fin en 1982). Un service similaire au Royaume-Uni, dans lequel les appelants demandaient à l'opérateur l'appel gratuit (nom ou numéro), n'a pas eu d'équivalent direct avant 1985.
Les numéros Zénith ont presque disparu avec la diminution du coût des numéros de téléphone sans frais. La plupart des compagnies de téléphone n’attribuent plus de nouveaux numéros Zénith.
Certaines organisations ont conservé leurs numéros Zénith longtemps après l'apparition des numéros sans frais. Par exemple, en 2006, la California Highway Patrol utilisait encore le numéro Zénith 1-2000, vieux de plusieurs décennies, bien qu’elle annonçait le 1-800-TELL-CHP sur son site Web.